# Hauptstuhl
Hauptstuhl est une municipalité de la Verbandsgemeinde Landstuhl, dans l'arrondissement de Kaiserslautern, en Rhénanie-Palatinat, dans l'ouest de l'Allemagne.

## Références

Localisation de Hauptstuhl dans la Verbandsgemeinde et dans l'arrondissement.